# Viktor Axelsen
Viktor Axelsen (danès: Viktor Lundager Axelsen)  (Odense, 4 de gener de 1994) és un jugador de bàdminton danès. Ha participat en 2 Olimpíades, guanyant la medalla de bronze en la prova individual dels Jocs Olímpics de Rio 2016 i la medalla d'or en la prova individual dels Jocs Olímpics de Tòquio 2020. A més, també ha guanyat 3 medalles (2 d'or) en els Campionats del Món i 19 medalles (13 d'or) en els Campionats d'Europa.

## Trajectòria professional
| Jocs Olímpics      | Jocs Olímpics    | Jocs Olímpics | Jocs Olímpics      |
| Any                | Seu              | Posició       | Categoria          |
| ------------------ | ---------------- | ------------- | ------------------ |
| 2016               | Rio de Janeiro   | 3             | Individual masculí |
| 2020               | Tòquio           | 1             | Individual masculí |
| Campionat del Món  |                  |               |                    |
| 2013               | Guangzhou        | 1/32 de final | Individual masculí |
| 2014               | Copenhaguen      | 3             | Individual masculí |
| 2015               | Jakarta          | 1/4 de final  | Individual masculí |
| 2017               | Glasgow          | 1             | Individual masculí |
| 2018               | Nanquín          | 1/4 de final  | Individual masculí |
| 2021               | Huelva           | 1a ronda      | Individual masculí |
| 2022               | Tòquio           | 1             | Individual masculí |
| 2023               | Copenhaguen      | 1/4 de final  | Individual masculí |
| Campionat d'Europa |                  |               |                    |
| 2012               | Karlskrona       | 3             | Individual masculí |
| 2013               | Ramenskoye       | 2             | Equips mixt        |
| 2014               | Kazan            | 3             | Individual masculí |
| 2014               | Basilea          | 1             | Equips masculí     |
| 2015               | Lovaina          | 1             | Equips mixt        |
| 2016               | La Roche-sur-Yon | 1             | Individual masculí |
| 2016               | Kazan            | 1             | Equips masculí     |
| 2017               | Kolding          | 3             | Individual masculí |
| 2017               | Lubin            | 1             | Equips mixt        |
| 2018               | Huelva           | 1             | Individual masculí |
| 2018               | Kazan            | 1             | Equips masculí     |
| 2019               | Copenhaguen      | 1             | Equips mixt        |
| 2020               | Liévin           | 1             | Equips masculí     |
| 2021               | Kiev             | 2             | Individual masculí |
| 2021               | Vantaa           | 1             | Equips mixt        |
| 2022               | Madrid           | 1             | Individual masculí |
| 2023               | Aire-sur-la-Lys  | 1             | Equips mixt        |
| 2024               | Saarbrücken      | 3             | Individual masculí |